# Ángel Matos
Ángel Volodia Matos Fuentes  (Holguín, 24 de diciembre de 1976) es un deportista cubano que compitió en taekwondo.
Participó en tres Juegos Olímpicos de Verano entre los años 2000 y 2008, obteniendo una medalla de oro en Sídney 2000 en la categoría de –80 kg. En los Juegos Panamericanos consiguió dos medallas en los años 1999 y 2007.
Ganó tres medallas en el Campeonato Panamericano de Taekwondo entre los años 1996 y 2002.

## Palmarés internacional
| Juegos Olímpicos        | Juegos Olímpicos        | Juegos Olímpicos | Juegos Olímpicos |
| Año                     | Lugar                   | Medalla          | Categoría        |
| ----------------------- | ----------------------- | ---------------- | ---------------- |
| 2000                    | Sídney (Australia)      | Medalla de oro   | –80 kg           |
| Juegos Panamericanos    |                         |                  |                  |
| Año                     | Lugar                   | Medalla          | Categoría        |
| 1999                    | Winnipeg (Canadá)       | Medalla de plata | –80 kg           |
| 2007                    | Río de Janeiro (Brasil) | Medalla de oro   | –80 kg           |
| Campeonato Panamericano |                         |                  |                  |
| Año                     | Lugar                   | Medalla          | Categoría        |
| 1996                    | La Habana (Cuba)        | Medalla de oro   | –76 kg           |
| 1998                    | Lima (Perú)             | Medalla de oro   | –76 kg           |
| 2002                    | Quito (Ecuador)         | Medalla de oro   | –84 kg           |

## Suspensión vitalicia
En los Juegos Olímpicos de Pekín 2008, luego que el árbitro del repesca por la medalla de bronce lo declarara perdedor ante el kazajo Arman Shilmanov, Matos agredió con una patada al árbitro del combate, lo cual causó su descalificación.
Como respuesta al incidente, la Federación Mundial de Taekwondo, afirmó mediante un comunicado de prensa, que "Esta es una grave violación al espíritu del taekwondo y de los Juegos Olímpicos". De igual manera, la entidad ordenó la suspensión inmediata y de por vida de Ángel Matos y su entrenador, Leudis González, de cualquier evento en taekwondo.